# Наступне покоління (Пікар)
Наступне покоління (The Next Generation) — перша серія третього сезону американського телевізійного серіалу «Зоряний шлях: Пікар». Сценарій епізоду написав Террі Маталас, режисував Даг Аарнікоскі. Перший показ відбувся 16 лютого 2023 року.

## Зміст
25 століття. На SS «Eleos XII», де капітан Беверлі Крашер намагається зрушити з місця свій понівечений корабель, прибуваєьб небажані гості перш ніж хтось, хто вона чекає, повернеться. Вона закриває іншого пасажира корабля в кріокамеру (попри його протеси), перш ніж схопити фазерну гвинтівку та захистити корабель від небажаних гостей. І робить це успішно, хоча вона зазнала поранення. Суден противника стає дедалі більше. Потім Беверлі надсилає зашифроване повідомлення адміралу Жан-Люку Пікару — своєму колишньому капітану Зоряного флоту.
Пікар і Ларіс оселилися разом й готуються піти на відпочинок на Чалтоку-IV. Там Ларіс буде порадником з безпеки, а Пікар потягуватиме сауріанське бренді на пляжі. Зрозуміло, що Пікар готується продовжувати своє життя, серед іншого, створивши чудову картину «Ентерпрайз-D» у ящику та надіславши до музею — Джорді Ла Форж, який керує музеєм флоту. Однак його переривають, коли його комунікатор, той, який він носив протягом семи років «Зоряного шляху: Наступне покоління» — озивається. Це зашифроване повідомлення Беверлі. Повідомлення заохочує його піти назусьріч невідомому. Беверлі сказала Пікару не залучати Зоряний флот, тому він йде до свого колишнього першого офіцера, капітана Вільяма Райкера.
Ларіс — якій Пікар показав передачу, незважаючи на попередження Крашер — визначає, що Беверлі поранена, налякана та потребує допомоги. Пікар не впевнений, чому Крашер простягає руку зараз; невдовзі після місії на Ромул вона несподівано розірвала зв'язки з екіпажем «Ентерпрайзу». Тож Пікар звертається — незважаючи на попередження Крашер — до капітана Вільяма Райкера, який повернувся на Землю, щоб підготуватися до відзначення «Дня фронтиру», на якій він і Пікар виступатимуть з промовами. Жан-Люк не вловлює посилання на «Hellbird» («Перельний птах»), і Райкер пояснює, що не зрозуміє: це був комп'ютерний вірус, який заразив «Ентерпрайз», коли там був Локутус з Борга. Він функціонував, просто додаючи «3» до кожного цілого числа, яке міг знайти. Застосувавши ту саму стратегію до координат Беверлі, вони ідентифікують її як таку, що перебуває в системі Райтон, за межами простору Федерації. Пікар заявляє, що вони не можуть найняти приватне судно, щоб виконати це доручення (мабуть, забувши, як він саме це зробив вісім років тому, коли вперше зустрів Дадж Аша), тому Райкер придумує кращу ідею. Їхню розмову в барі хтось уважно підслуховував.
На планеті М'Талас-Прайм жінка в каптурі зустрічається з Оріоном. Вона стверджує, що наркоманка, що її вигнали із Зоряного флоту та що дівчина покинула її. Це Раффі Музікер. Вона сподівається — якщо вона принесе інформацію Зоряного флоту — скажімо, про нещодавно вкрадену частину флеботинуму, яка створює квантові тунелі та може бути використана як зброя — вони візьмуть її назад. Оріонець стверджує, що їй потрібно шукати Червону Пані, і що це все, що він знає. Відходячи, командир. Раффаела Музікер, розвідниця Зоряного флоту, залишається без коштів.
Райкер і Пікар влаштовують несподівану інспекцію «USS Titan-A», NCC-80102-A, наступника колишнього корабля Райкера, плануючи переконати капітана Ліама Шоу піти до Беверлі, не повідомляючи чому.. Капітан, Ліам Шоу, трохи невтішний, але перший офіцер «Титану», Сьома-з-Дев'яти, тепер Анніка Гансен, більш поступлива. Так само й керманич, прапорщик Сідні Ла Форж, яка нещодавно закінчила Академію Зоряного флоту — пілот, яким був її батьком.
Капітан Шоу категорично протестує проти захоплення свого корабля, вказуючи на те, що Райкер не перевершує його за рангом, а Пікар пішов у відставку. Він набагато більш принциповий, ніж інші капітани, і, безумовно, настільки, що не зацікавлений у тому, щоб розвернути свій корабель. І відправити його на ту саму відстань у інший бік, хто б йому не сказав це зробити. Однак Сьома вже почула протистояння і готова підтримати своїх друзів.
На борту «Ла Сирени» Раффі відривається від голозаписів своєї онучки та благає розвідку Зоряного Флоту про підведення підсумків. У відповідь вона отримує лише текстові повідомлення (прочитані комп'ютером). Вона розчарована, майже деморалізована після буквально місяців роботи під прикриттям щодо зниклого квантового тунелю Флеботинум, та зброї зі станції «Дейстром» — але той, хто надсилає їй текстові повідомлення, нагадує Раффі набратися сил і задіяти свій дух воїна.
Сьома викликає Пікара і Райкера — вони оповідають про питання щодо Крашер. Вона перебирає командування на себе. «Титан-А» прибуває до системи «Райтон». Рівно через чотири хвилини енсіна, який охороняє «Шаттлбей-3», викликають на «терміновий запит». Пікар і Райкер вилітають у туманність, тоді як Шоу вимагає повного звіту від Сьомої.
Раффі не може визначити, ким може бути Червона пані, доки вона не починає думати нестандартно: виявляється, що це червона статуя на честь капітанки Рейчел Гарретт, відкриття якого буде присвячено Дню фронтиру. Раффі повертає «Ла-Серену» на Землю, викликаючи Зоряний Флот за кожної нагоди. Але вже занадто пізно: квантовий тунель відтворює сцену з відеогри «Portal», кидаючи всю будівлю, включно зі статуєю Червоної пані, у тунель з іншого порталу. Який, як виявилося, знаходиться на сотні футів усередині в повітрі. Раффі запізнилася. Викрадений портальний пристрій використано в терористичній атаці. їй не вдалося знайти пристрій, перш ніж він буде використаний для знищення об'єкта Зоряного Флоту.
Шатл Пікара пристиковується до «Елеоса», на борту якого є ознаки життя Крашер. Вони знаходять докази перестрілки Крашер з двома боргами, а саму жінку в кріостазі, поранену. Тим часом Райкер потрапив у полон. Це інша людина, та, яку Крашер запечатала у стазисі. Він стверджує, що є її сином. Джек також нарікає, що Пікар і Райкер привели «їх» сюди: мати і син уже деякий час тікають від переслідувачів.
Щоб пояснити, кого він має на увазі, Джек просто вмикає екран, і гігантський корабель у формі півмісяця вилітає з туманності, прямуючи до «Елеоса». Нападник в кілька рвзів більший за зорельот землян.
Нікому не довіряй. Таке життя ми обрали.

## Створення
Музичну тему до серіалу написав Джефф Руссо

## Сприйняття та відгуки
На сайті «Rotten Tomatoes» епізод отримав 100 % підтримки на основі відгуків 6 критиків.
В огляді «StarTrek.com» зазначалося: "У прем'єрному епізоді 3 сезону «Зоряний шлях: Пікар» «The Next Generation» після отримання таємничого термінового дзвінка від доктора Беверлі Крашер адмірал Жан-Люк Пікар звертається за допомогою до старих і нових поколінь, щоб розпочати останню пригоду. Це смілива місія, яка назавжди змінить Зоряний флот і його стару команду."
В огляді «Den of Geek» серію оцінено у 4 зірки з 5 та зазначено: "«Незважаючи на те, що третій сезон „Зоряного шляху: Пікар“ є останнім, прем'єра „Наступне покоління“ виглядає як новий початок. Частково це тому, що, в строгому сенсі, це так і є. Значна частина основного акторського складу пішла після фіналу 2 сезону, більшість великих сюжетів були завершені досить акуратно. І навіть однойменна головна роль тепер здається більш сонячною версією чоловіка, який провів стільки часу минулого сезону, роздумуючи над самогубством матері. Окрім того факту, що Пікар і Ларіс, здається, нарешті перебувають у романтичних стосунках, а Сьома та Раффі все ще є частиною серіалу — спочатку мало що пов'язує цей сезон із будь-якою попередньою історією, яку ми вже дивилися. Що, враховуючи іноді просто жахливу якість цих історій, не обов'язково є найгіршим у світі.»
«Tor.com»: «Коли до нього звернулися із проханням відновити роль Жана-Люка Пікара, сер Патрік Стюарт — як повідомляється — не хотів просто робити продовження „Наступного покоління“, а бажав досліджувати нові горизонти разом із персонажем. Якими б не були недоліки першого сезону „Star Trek: Picard“, він це зробив. Потім у нас був безцільний безлад у другому сезоні. А тепер ми знаходимося в третьому сезоні „Пікара“, який є тим самим продовженням „Зоряного щляху“, яке Стюарт нібито не хотів робити. І я досі не знаю, як я до цього ставлюся.»
«TV Tropes» здійснює детальний розбір аналогій, неспівпадінь та недоречностей епізоду.
Лорі Ольстер з «TrekMovie.com» зазначено: «„Наступне покоління“, безперечно, найкраще відкриття сезону серіалу та, можливо, будь-якого нового шоу „Trek“. Це викликало ажіотаж, створивши „останнє прощання“ для акторського складу „Наступного покоління“. Але інше значення назви стало очевидним із появою нового покоління персонажів й нової інтригуючої історії. Пікар раніше сильно починав, а потім намагався продовжити. Однак немає жодних причин не бути оптимістичними щодо того, що третій раз стане чарівністю — і подарунком терплячим фанатам.»
На сайті «IMDb» станом на січень 2023 року епізод отримав 8.4 з 10 зірок схвалення при 5849 голосах.

## Знімались
| Актор             | Роль                 |
| ----------------- | -------------------- |
| Патрік Стюарт     | Жан-Люк Пікар        |
| Джері Раян        | Сьома-з-Дев'яти      |
| Мішель Герд       | Раффі Музікер        |
| Ед Спелірс        | Джек Крашер          |
| Джонатан Фрейкс   | Вілл Райкер          |
| Гейтс Макфадден   | Беверлі Крашер       |
| Орла Брейді       | Ларіс                |
| Тодд Стешвік      | Ліам Шоу             |
| Ешлі Шарп Честнат | Сідні Ла Форж        |
| Ентоні Азізі      | Оріон                |
| Стефані Чайковскі | Т'Він                |
| Джозеф Лі         | Мура                 |
| Чад Ліндберг      | Фостер               |
| Джин Малей        | Есмар                |
| Джані Ван         | бармен               |
| Крестеан Кренделл | темноволосий чоловік |
| Емі Ергарт        | комп'ютер "Елеоса"   |
| Грейс Лі          | система шато Пікар   |